# Monasterio de Sapara

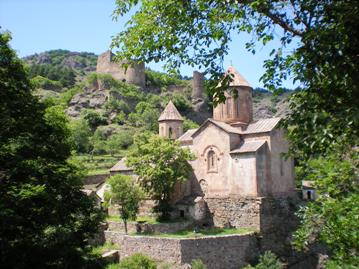
Monasterio Sapara

El monasterio Sapara (en georgiano: საფარის მონასტერი) es un monasterio ortodoxo de Georgia situado en la ciudad de Ajaltsije en la región de Samtsje-Yavajeti.

## Historia
Existe desde al menos el siglo IX y ha contado entre sus monjes a muchas figuras importantes en la historia eclesiástica de Georgia. A finales del siglo XIII, Sapara se convirtió en una posesión de la familia Jakeli, cuyo líder, Sargis Jakeli, era experto en mantenerse en buenos términos con los mongoles, lo que le permitió a la región de Samtskhe disfrutar de una paz inusual para esa época. Cuando envejeció, Sargis tomó las órdenes monásticas y cambió su nombre a Saba. Su hijo Beka construyó la más grande de las doce iglesias de esta región, la Iglesia de San Saba, llamada así por el santo cuyo nombre adoptó su padre, una de las iglesias de mayor arquitectura de su tiempo. Los frescos del siglo XIV en el interior son de alta calidad.
Desde finales del siglo XVI hasta principios del siglo XVII, el Monasterio de Sapara quedó vacío debido a la expansión de la política del Imperio otomano en Samtskhe y, durante este proceso, los iconos del monasterio y otros tesoros se llevaron a áreas más protegidas de Georgia.